# UNI-Dome
O UNI-Dome é um estádio localizado em Cedar Falls, Iowa, Estados Unidos, possui capacidade total para 16.324 pessoas, é a casa do time de futebol americano universitário e basquetebol Northern Iowa Panthers da Universidade do Norte de Iowa. O estádio foi inaugurado em 1976, o estádio é totalmente coberto.